# Pfarrhaus Polling (bei Weilheim)

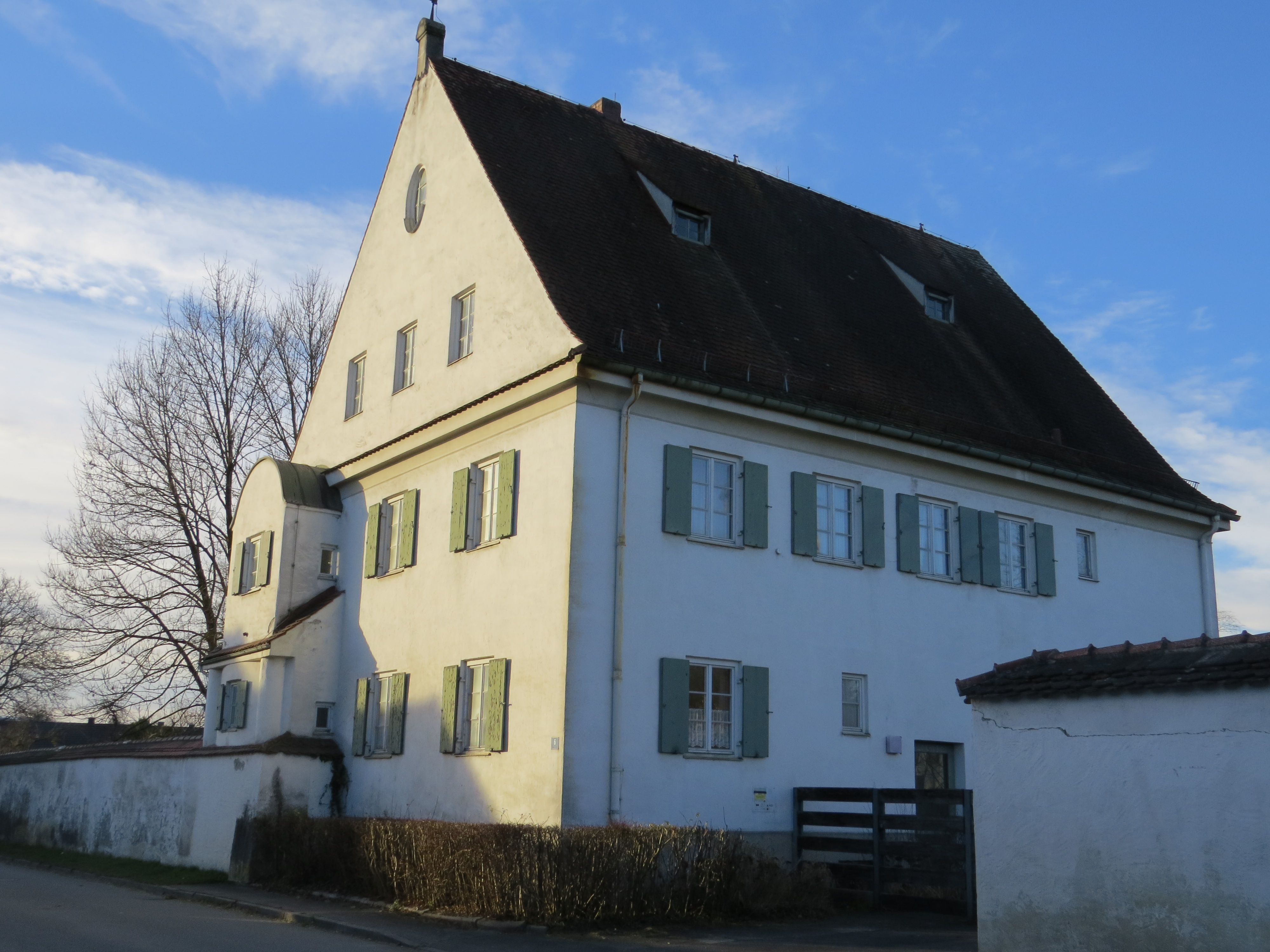
Pfarrhaus in Polling

Das katholische Pfarrhaus in Polling, einer Gemeinde im oberbayerischen Landkreis Weilheim-Schongau, wurde 1911/12 errichtet. Das Pfarrhaus an der Hofmarkstraße 6 ist ein geschütztes Baudenkmal. 
Der zweigeschossige Satteldachbau mit hohem, straßenseitigem Erker wurde nach Plänen des Architekten von Schad errichtet. Das Gebäude wurde 1967 modernisiert. 
Die Gartenmauer stammt aus dem 17./18. Jahrhundert.